# John Ford House

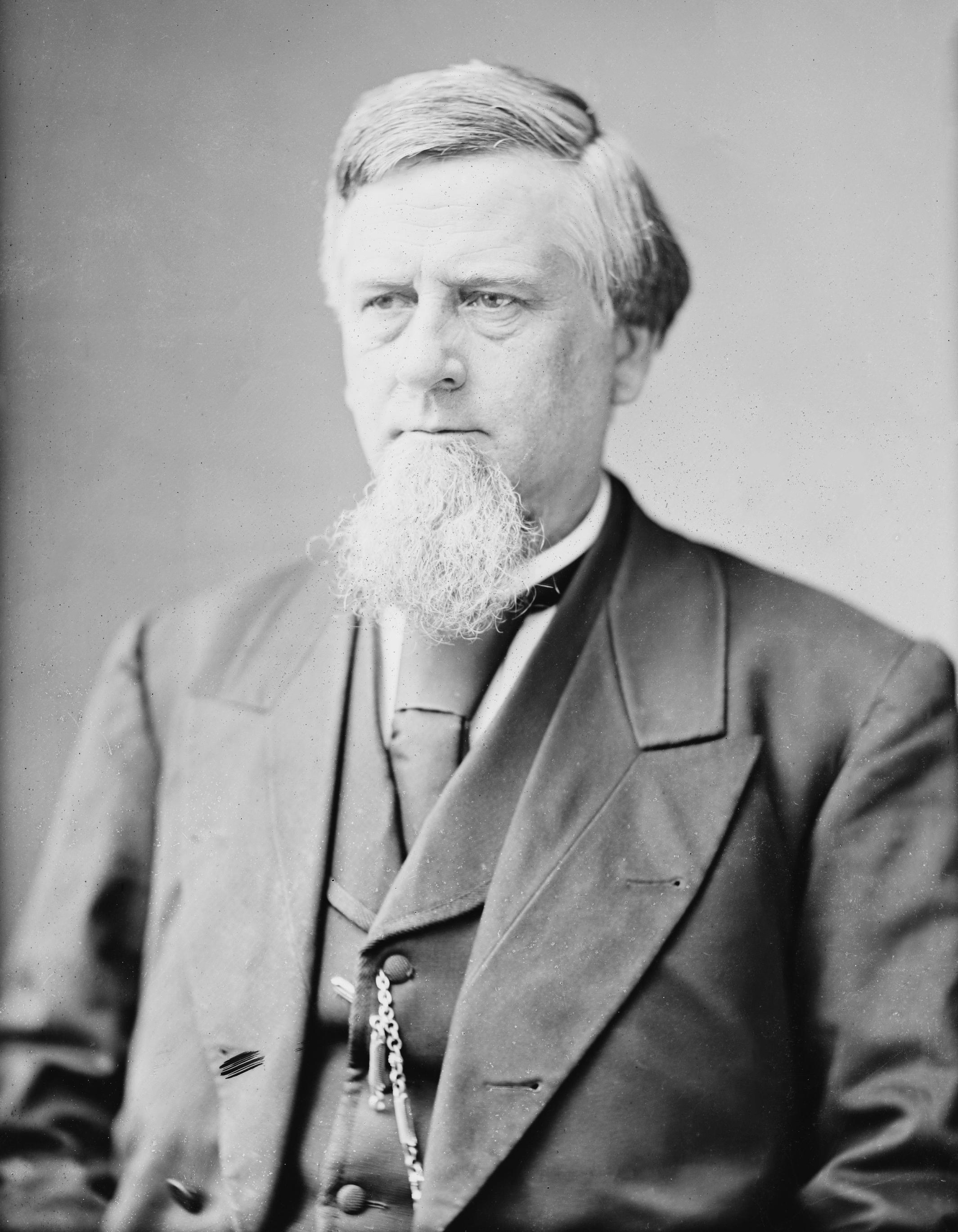
John Ford House

John Ford House (* 9. Januar 1827 nahe Franklin, Tennessee; † 28. Juni 1904 in Clarksville, Tennessee) war ein US-amerikanischer Politiker. Er vertrat den sechsten Wahlbezirk des Bundesstaates Tennessee im US-Repräsentantenhaus.

## Werdegang
House besuchte eine Privatschule in seinem Heimatbezirk und die Transylvania University in Lexington, Kentucky. Er graduierte 1850 an der Lebanon Law School, erhielt seine Zulassung als Anwalt und praktizierte anschließend in Franklin. Später zog er in das Montgomery County.
Er entschied sich 1853 eine politische Laufbahn einzuschlagen, als er für das Repräsentantenhaus von Tennessee kandidierte und gewählt wurde. House war 1860 ein Präsidentschaftswahlmann der Constitutional Union Party für John Bell und Edward Everett. Ferner vertrat er 1861 seinen Staat als Delegierter beim Provisorischen Konföderiertenkongress. Als der Bürgerkrieg ausbrach, trat er ins Heer der Konföderation ein und wurde erst im Juni 1865 in Columbus, Mississippi auf Ehrenwort entlassen. Nach dem Krieg war er 1870 Mitglied des staatlichen Verfassungskonvents von Tennessee.
House wurde als Demokrat in den 44. und die drei nachfolgenden US-Kongresse gewählt. Er entschied sich 1882 nicht noch einmal zu kandidieren. Sein Amt hatte er dort vom 4. März 1875 bis zum 3. März 1883. Anschließend nahm er wieder seine Tätigkeit als Anwalt auf. Er starb am 28. Juni 1904 in Clarksville und wurde auf dem Greenwood Cemetery beigesetzt.